# Komunistična politika na Češkoslovaškem
Čeprav je politični nadzor nad komunistično Češkoslovaško v veliki meri izvajala totalitarna Komunistična partija Češkoslovaške (KSČ), je partija tehnično delila politično moč z drugimi strankami Nacionalne fronte. Vodja (generalni sekretar ali prvi sekretar) KSČ je bil v tem obdobju de facto najmočnejša oseba v državi. Na zunanjo politiko Češkoslovaške je odkrito vplivala zunanja politika Sovjetske zveze. 

## Nacionalna fronta
Druge stranke in organizacije so obstajale formalno, vendar so delovale v podrejenih vlogah KSČ, ker je bila KSČ združena s KSS, štirimi drugimi političnimi strankami in vsemi množičnimi organizacijami Češkoslovaške pod političnim okriljem Nacionalne fronte ČSR.

## Vpliv Sovjetske zveze
Češkoslovaška je še naprej izkazovala podrejenost politiki Komunistične partije Sovjetske zveze (CPSU) v notranjih in zlasti v zunanjih zadevah. 
Politično usklajevanje Češkoslovaške s Sovjetsko zvezo se je začelo med drugo svetovno vojno. Leta 1945 je sovjetska Rdeča armada osvobodila Prago pred nacisti. Nadaljnja prisotnost Rdeče armade na Češkoslovaškem do leta 1946 je olajšala prizadevanja komunistov za reorganizacijo lokalne oblasti, milice in češkoslovaške vojske ter za umestitev komunistov na ključna mesta. Po državnem udaru februarja 1948, v katerem so oblast prevzeli komunisti, se je sovjetski vpliv na Češkoslovaško izrazito povečal. Pri invaziji leta 1968 so ga spodbujala formalna zavezništva, kot sta Svet za medsebojno gospodarsko pomoč (Comecon) in Varšavski pakt, ter z neposrednim posredovanjem. V obdobju takoj po drugi svetovni vojni je veliko češkoslovaških državljanov podprlo zavezništvo s Sovjetsko zvezo. Niso pa pričakovali nasilne stalinistične vladavine, ki je sledila. Obseg represije v prvih letih vladavine Komunistične partije Češkoslovaške (Komunistická strana Československa — KSČ) je bil brez primere. V začetku petdesetih let je bilo iz vrst Komunistične partije Češkoslovaške usmrčenih okoli 900.000 ljudi; le približno 100.000 je bilo zaprtih zaradi političnega nasprotovanja, kot je »meščanski nacionalizem«. Antonín Novotný je leta 1953, po Stalinovi smrti, postal prvi sekretar KSČ, in je še petnajst let vladal v Stalinovem avtoritarnem slogu. V praksi (čeprav ne v retoriki) je Novotný ignoriral obsodbo Stalina iz leta 1956 s strani Nikite Hruščova in ni poskušal posnemati decentralizacije vladavine komunistične partije Sovjetske zveze. Vendar pa je precejšen del partijske hierarhije upošteval sovjetsko decentralizacijo. Leta 1968 so Novotnýja odstranili z oblasti in sprožili praško pomlad. 
Invazija Varšavskega pakta na Češkoslovaško leta 1968 je bila ključni dogodek v političnem razvoju Češkoslovaške. Avgustovsko posredovanje sil Sovjetske zveze, Nemške demokratične republike (Vzhodna Nemčija), Poljske, Bolgarije in Madžarske je pomenilo začetek konca praške pomladi in reformistične politike, ki jo je uvedel režim Aleksandra Dubčka. Postavil je tudi temelje za ponovni vzpon na Češkoslovaškem prosovjetskega režima in politično ortodoksnega okolja pod vodstvom Gustava Husáka in Miloša Jakeša, ki je trajal do leta 1989, tudi med perestrojko v Sovjetski zvezi.

## Etnični premisleki
To je bila še ena bistvena sestavina češkoslovaške politične kulture. Slovaki, ki so imeli med drugo svetovno vojno svojo državo, nikoli niso bili tako zadovoljni kot Čehi z ustavo, ustvarjeno leta 1918, ker so čutili, da jim številčno prevladujejo češki državljani. Komunistični prevzem oblasti leta 1948 ni pripeljal do pravične obravnave Čehov in Slovakov. 
Stalinistične čistke zgodnjih petdesetih let dvajsetega stoletja so bile še posebej ostre do Slovakov; pravzaprav je definicija »meščanskega nacionalizma« povsem natančno sovpadala s težnjami slovaškega nacionalizma. Med slovaškimi voditelji, aretiranimi in zaprtimi v zgodnjih petdesetih letih dvajsetega stoletja, je bil Gustáv Husák. Husák je bil kasneje rehabilitiran in na koncu imenovan za generalnega sekretarja (naslov se je spremenil iz prvega sekretarja leta 1971) KSČ in predsednika republike. 
Slovaške težnje po večji avtonomiji so imele pomembno vlogo v političnem okolju v šestdesetih letih dvajsetega stoletja. Reformsko gibanje, povezano s praško pomladjo, se je zavzemalo za večjo neodvisnost Slovaške. Ustavni amandmaji iz leta 1968 so Češkoslovaško na novo opredelili kot federacijo dveh enakovrednih držav in narodov, češkega in slovaškega naroda, ter povečale odgovornosti konstitutivnih republik. Vendar ta decentralizacija oblasti ni preživela invazije leta 1968 in kasnejše politike normalizacije. Na seznamu je federacija ostala in Slovaška socialistična republika je obdržala svojo ločeno organizacijo komunistične partije (glej: Komunistična partija Slovaške) in republiške vladne organe. V praksi je bila moč, ki so jo amandmaji iz leta 1968 dali Slovakom, zmanjšana, ko je Husákov režim v sedemdesetih letih dvajsetega stoletja ponovno vzpostavil centraliziran partijski in vladni nadzor (čeprav je bil Husák sam Slovak). Toda skratka, federalizacija Češkoslovaške je ostala pomemben korak v češkoslovaški politiki.